# Knygnešiai

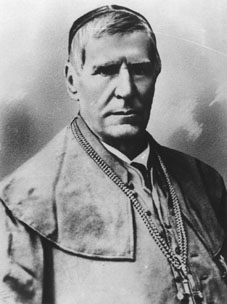
Motiejus Valančius, um dos principais apoiadores da imprensa lituana durante o banimento

Knygnešiai (singular: knygnešys) (em lituano: carregadores de livros) foram indivíduos que traziam escondidos livros na língua lituana impressos no alfabeto latino para as áreas do Império Russo falantes do lituano, desafiando um banimento sobre tais materiais vigente de 1866 à 1904. Opondo os esforços das autoridades imperiais russas para substituir a tradicional ortografia latina com a cirílica, e transportando material impresso de lugares longínquos como os Estados Unidos para tal, os knygnešiai se tornaram um símbolo da resistência lituana à Russificação.